# All American (serie televisiva)
All American è una serie televisiva statunitense, ideata da April Blair, che viene trasmessa su The CW a partire dal 10 ottobre 2018. La serie è ispirata alla vita dell'ex giocatore di football statunitense Spencer Paysinger.
In Italia, le prime tre stagioni sono andate in onda su Premium Stories a partire dal 14 aprile 2019, mentre, dalla quarta stagione, la serie viene pubblicata su Infinity+.
Il 21 febbraio 2022, sempre su The CW, ha debuttato uno spin-off della serie dal titolo All American: Homecoming, incentrato sul personaggio di Simone Hicks e andato in onda per tre stagioni e 41 episodi fino al 30 settembre 2024.

## Trama
Quando il giocatore di football Spencer James del liceo South Crenshaw di Los Angeles viene reclutato dal coach Billy Baker per giocare nella sua squadra alla Beverly Hills High, le vittorie, le sconfitte e le lotte di due famiglie di mondi molto diversi iniziano a scontrarsi.

## Episodi
| Stagione         | Episodi | Prima TV USA | Prima TV Italia |
| ---------------- | ------- | ------------ | --------------- |
| Prima stagione   | 16      | 2018-2019    | 2019            |
| Seconda stagione | 16      | 2019-2020    | 2020            |
| Terza stagione   | 19      | 2021         | 2021            |
| Quarta stagione  | 20      | 2021-2022    | 2022-2023       |
| Quinta stagione  | 20      | 2022-2023    | 2023            |
| Sesta stagione   | 15      | 2024         | 2024            |
| Settima stagione | 13      | 2025         |                 |

## Personaggi e interpreti

### Principali
- Spencer James (stagioni 1-6; special guest stagione 7), interpretato da Daniel Ezra, doppiato da Davide Perino.
- Olivia Baker (stagioni 1-6; special guest stagione 7), interpretata da Samantha Logan, doppiata da Ughetta D'Onorascenzo.
- Layla Keating (stagioni 1-in corso), interpretata da Greta Onieogou, doppiata da Letizia Scifoni.
- Jordan Baker (stagioni 1-in corso), interpretato da Michael Evans Behling, doppiato da Flavio Aquilone.
- Tamia "Coop" Cooper (stagioni 1-in corso), interpretata da Bre-Z, doppiata da Roberta De Roberto.
- Asher Adams (stagioni 1-6), interpretato da Cody Christian, doppiato da Stefano Sperduti.
- Billy Baker (stagioni 1-5; special guest stagione 6), interpretato da Taye Diggs, doppiato da Roberto Draghetti (stagione 1) e da Nicola Marcucci (stagioni 2-6).
- Laura Fine-Baker (stagioni 1-6; special guest stagione 7), interpretata da Monet Mazur, doppiata da Giò Giò Rapattoni.
- Grace James (stagioni 1-6), interpretata da Karimah Westbrook, doppiata da Francesca Fiorentini.
- Dillon James (stagioni 1-6), interpretato da Jalyn Hall, doppiato da Alessandro Carloni.
- Patience Robinson (stagioni 3-6; ricorrente stagioni 1-2; special guest stagione 7), interpretata da Chelsea Tavares, doppiata da Chiara Oliviero.
- JJ Parker (stagioni 4-5; ricorrente stagioni 1-3), interpretato da Hunter Clowdus, doppiato da Daniele Raffaeli.
- Amina Simms, interpretata da Alexis Chikaeze (stagione 7, guest stagione 6) e da Ella Simone Tabu (ricorrente stagione 4, guest stagioni 3 e 5).
- Khalil Edwards (stagione 7, guest stagione 6), interpretato da Antonio J. Bell.
- Cassius Jeremy (stagione 7), interpretato da Osy Ikhile.
- Kingston "KJ" Jeremy (stagione 7), interpretato da Nathaniel Logan McIntyre.

### Ricorrenti
- Shawn Scott (stagione 1; guest stagione 6), interpretato da Jay Reeves, doppiato da Niccolò Guidi.
- Corey James (stagioni 1-2), interpretato da Chad L. Coleman, doppiato da Dario Oppido.
- Chris Jackson (stagioni 1-4; guest stagione 6), interpretato da Spence Moore II, doppiato da Federico Viola.
- Harold Adams (stagioni 1-2; guest stagioni 3, 5), interpretato da Casper Van Dien, doppiato da Roberto Certomà.
- Willy Baker (stagione 1, guest stagioni 3-7), interpretato da Brent Jennings, doppiato da Franco Zucca (stagioni 1-3) e da Gianni Giuliano (stagioni 4-6).
- Tyrone Moore (stagioni 1-2), interpretato da Demetrius Shipp Jr, doppiato da Raffaele Carpentieri.
- Preach (stagioni 1-in corso), interpretato da Kareem J. Grimes, doppiato da Gabriele Vender.
- Kia Williams (stagioni 2-3; guest stagioni 1, 5-6), interpretata da Asja Cooper, doppiata da Mattea Serpelloni.
- Flip Williams (stagione 2; guest stagioni 1, 5), interpretato da Lahmard J. Tate, doppiato da Andrea Pirolli.
- JP Keating (stagioni 2, 4; guest stagioni 1, 3, 5-6), interpretato da Elvis Nolasco (stagioni 1-2) e da Ray Campbell (stagioni 3-6), doppiato da Paolo Marchese.
- Darnell Hayes (stagione 2; guest stagioni 3-7), interpretato da Da' Vinchi, doppiato da Manuel Meli.
- Denise Patterson (stagione 5; guest stagioni 2-4, 6), interpretata da Alexis Fields, doppiata da Irene Di Valmo.
- Gwen Adams (stagione 2; guest stagioni 3-4), interpretata da Dina Meyer, doppiata da Laura Boccanera.
- Simone Hicks (stagioni 2-4; guest stagione 5), interpretata da Geffri Maya, doppiata da Joy Saltarelli.
- D'Angelo Carter (stagioni 3-5: guest stagioni 2, 6), interpretato da Lamon Archey, doppiato da Gabriele Tacchi.
- Coach Elena Montes (stagioni 3-4; guest stagioni 5-6), interpretata da Alexandra Barreto, doppiata da Stella Musy.
- Monique "Mo" Moore (stagione 3; guest stagione 2), interpretata da Erica Peeples, doppiata da Laura Facchin.
- Frausto (stagioni 3-4; guest stagione 5), interpretato da Noah Gray-Cabey, doppiato da Sacha De Toni.
- Vanessa Montes (stagione 3), interpretata da Alondra Delgado, doppiata da Giulia Franceschetti.
- Carrie (stagione 3; guest stagioni 2, 4), interpretata da Anna Lore, doppiata da Maria Giulia Ciucci.
- Jabari Long (stagioni 3-6), interpretato da Simeon Daise, doppiato da Massimo Triggiani.
- Coach Kenny Boone (stagioni 4-6), interpretato da Mustafa Speaks, doppiato da Guido Di Naccio.
- Jaymee (stagioni 4-6), interpretata da Miya Horcher, doppiata da Veronica Puccio.

## Produzione

### Sviluppo
A settembre 2017, è stato annunciato che il veterano della CW Greg Berlanti aveva due progetti in sviluppo per la rete, uno dei quali ispirato alla vita dell'ex giocatore di football Spencer Paysinger. È inoltre rivelato che April Blair avrebbe scritto e prodotto esecutivamente il progetto ancora senza titolo, con la produzione esecutiva di Berlanti e Sarah Schechter. Un pilota per la potenziale serie, allora chiamata Spencer, è stato ordinato a gennaio 2018. Dopo l’episodio pilota, la serie è stata ufficialmente ordinata l'11 maggio 2018. Il 2 ottobre è stato riferito che April Blair si era dimessa come showrunner a causa di "ragioni personali" e che era stata conseguentemente sostituita dalla co-produttrice esecutiva Nkechi Okoro Carroll, che è stata anche nominata produttrice esecutiva. L'8 ottobre, la rete ha ordinato cinque episodi aggiuntivi. L’8 novembre, la rete ha ordinato altri tre episodi, portando la prima stagione ad un totale di 16 episodi.
Il 24 aprile 2019, The CW ha rinnovato la serie per una seconda stagione, che ha debuttato il 7 ottobre 2019. L’8 ottobre 2019, la rete ha ordinato tre episodi in più per la seconda stagione.
Il 7 gennaio 2020, la serie è stata rinnovata per una terza stagione, che ha debuttato il 18 gennaio 2021.
Il 3 febbraio 2021, The CW ha rinnovato la serie per una quarta stagione, che ha debuttato il 25 ottobre 2021.
Il 22 marzo 2022, The CW ha rinnovato la serie per una quinta stagione, che ha debuttato il 10 ottobre 2022.
L’11 gennaio 2023, The CW ha rinnovato la serie per una sesta stagione, che ha debuttato il 1º aprile 2024. Il rinnovo faceva parte dell’accordo con cui The CW è stata venduta alla società Nexstar. Il 22 aprile 2024, i 13 episodi originariamente previsti per la sesta stagione sono stati aumentati a 15.
Il 3 giugno 2024, The CW ha rinnovato la serie per una settima stagione di 13 episodi che ha debuttato il 29 gennaio 2025.
Ad aprile 2025, il presidente di The CW Brad Schwartz ha affermato che il network era in trattativa con Warner Bros. Television per rinnovare la serie per un'ultima stagione al fine di consentirle di portare a termine la sua storia. Il 2 giugno 2025, The CW ha rinnovato la serie per un'ottava e ultima stagione di 13 episodi il cui debutto è previsto per il 2026.

### Casting
Il 22 febbraio 2018, Taye Diggs è stato scelto per interpretare Billy Baker, seguito una settimana dopo da Samantha Logan nel ruolo di Olivia Baker, sua figlia. Il 15 marzo 2018, Bre-Z e Greta Onieogou sono state scelte rispettivamente per i ruoli di Tamia Cooper e Layla Keating, mentre Monet Mazur, Michael Evans Behling e Cody Christian sono stati scelti il giorno successivo rispettivamente per i ruoli di Laura Fine-Baker, la madre di Olivia, Jordan Baker, il fratello di Olivia, e Asher. Karimah Westbrook è stata scelta per il ruolo di Grace James il 19 marzo, mentre l’attore inglese Daniel Ezra è stato scelto per il ruolo principale di Spencer James il 21 marzo. Il 31 maggio, Jalyn Hall è stato promosso al cast principale come interprete di Dillon, il fratello minore di Spencer.
Il 1º ottobre 2020, Chelsea Tavares è stata promossa al cast principale per la terza stagione.
Il 4 ottobre 2021, Hunter Clowdus è stato promosso al cast principale per la quarta stagione.
Il 24 giugno 2024, è stato annunciato che Daniel Ezra non avrebbe fatto più parte del cast principale nella settima stagione: l’attore ha preso questa decisione di comune accordo con la showrunner Nkechi Okoro Carroll prima dell’inizio della produzione della sesta stagione. Il 24 settembre 2024, è stato annunciato che Samantha Logan, Cody Christian, Karimah Westbrook, Monet Mazur e Chelsea Tavares non avrebbero fatto a loro volta più parte del cast principale nella settima stagione, ma è stato confermato che Ezra avrebbe fatto delle apparizioni come guest star, così come alcuni degli altri membri precedenti del cast principale, e avrebbe anche diretto alcuni episodi. Inoltre, è stato riportato che Osy Ikhile e Nathaniel McIntyre si sono uniti al cast principale rispettivamente come Cassius Jeremy, il nuovo allenatore di football della Beverly Hills High, e Kingston Jeremy, il figlio di Cassius, mentre Antonio J. Bell e Alexis Chikaeze, rispettivamente interpreti dei personaggi secondari Khalil e Amina Simms nella sesta stagione, sono stati promossi al cast principale. Il 10 ottobre 2024, è stato riportato che Samantha Logan sarebbe apparsa come guest star nel secondo episodio della settima stagione. Il 29 gennaio 2025, prima del debutto della settima stagione, Nkechi Okoro Carroll ha affermato che quasi ogni membro precedente del cast "ritorna in qualche modo più volte [durante la] stagione" e ha confermato che Chelsea Tavares e Monet Mazur sarebbero entrambe apparse come guest star.

### Riprese
Le riprese della serie si svolgono a Los Angeles, in California e quelle della prima stagione sono iniziate nel mese di luglio 2018.

## Accoglienza

### Critica
La serie è stata accolta positivamente sia dalla critica che dal pubblico. In particolare, sono state elogiate le sequenze di football e le performance attoriali di Ezra, Christian e Diggs. 
Sull'aggregatore di recensioni Rotten Tomatoes, la prima stagione ha un indice di gradimento del 92%, basato su 25 recensioni, con un voto medio di 6,90 su 10, mentre il commento riassuntivo della critica dice: "Gli ambiziosi tentativi di ‘All American’ di affrontare le lotte di classe e il dramma liceale funzionano in gran parte grazie al suo cast vincente - un inizio di buon auspicio per una nuova promettente serie". Su Metacritic, invece, il punteggio è di 63 su 100 basato su 15 recensioni.
Su Rotten Tomatoes, la seconda stagione ha un indice di gradimento del 100%, basato su 6 recensioni, con un voto medio di 8,80 su 10.